# العلاقات الغواتيمالية النيبالية
العلاقات الغواتيمالية النيبالية هي العلاقات الثنائية التي تجمع بين غواتيمالا ونيبال.

## مقارنة بين البلدين
هذه مقارنة عامة ومرجعية للدولتين:
| وجه المقارنة                                              | غواتيمالا       | نيبال                             |
| --------------------------------------------------------- | --------------- | --------------------------------- |
| المساحة (كم2)                                             | 108.89 ألف      | 147.18 ألف                        |
| عدد السكان (نسمة)                                         | 17.26 مليون     | 29.40 مليون                       |
| الكثافة السكانية (ن./كم²)                                 | 158.51          | 199.76                            |
| العاصمة                                                   | غواتيمالا       | كاتماندو                          |
| اللغة الرسمية                                             | اللغة الإسبانية | اللغة النيبالية                   |
| العملة                                                    | كتزال غواتيمالي | روبية نيبالية                     |
| الناتج المحلي الإجمالي (بليون دولار)                      | 75.62 مليار     | 24.47 مليار                       |
| الناتج المحلي الإجمالي (تعادل القوة الشرائية) بليون دولار | 126.21 مليار    | 70.20 مليار                       |
| الناتج المحلي الإجمالي الاسمي للفرد دولار أمريكي          | 3.90 ألف        | 743                               |
| الناتج المحلي الإجمالي للفرد دولار أمريكي                 | 7.45 ألف        | 2.37 ألف                          |
| مؤشر التنمية البشرية                                      | 0.627           | 0.548                             |
| رمز المكالمات الدولي                                      | +502            | +977                              |
| رمز الإنترنت                                              | .gt             | .np                               |
| المنطقة الزمنية                                           | 00              | UTC+05:45، التوقيت الموحد لنيبال ‏ |

## منظمات دولية مشتركة
يشترك البلدان في عضوية مجموعة من المنظمات الدولية، منها:
| علم المنظمة | اسم المنظمة                               | تاريخ انضمام غواتيمالا | تاريخ انضمام نيبال |
| ----------- | ----------------------------------------- | ---------------------- | ------------------ |
|             | مؤسسة التنمية الدولية                     | 27 أبريل 1961          | 6 مارس 1963        |
|             | يونسكو                                    | 2 يناير 1950           | 1 مايو 1953        |
|             | مؤسسة التمويل الدولية                     | 20 يوليو 1956          | 7 يناير 1966       |
|             | منظمة حظر الأسلحة الكيميائية              | ?                      | ?                  |
|             | الأمم المتحدة                             | 21 نوفمبر 1945         | 14 ديسمبر 1955     |
|             | منظمة الشرطة الجنائية الدولية             | ?                      | ?                  |
|             | البنك الدولي للإنشاء والتعمير             | 28 ديسمبر 1945         | 6 سبتمبر 1961      |
|             | الاتحاد البريدي العالمي                   | ?                      | ?                  |
|             | المركز الدولي لتسوية المنازعات الاستشارية | 20 فبراير 2003         | 6 فبراير 1969      |
|             | وكالة ضمان الاستثمار متعدد الأطراف        | 11 يوليو 1996          | 9 فبراير 1994      |
|             | منظمة التجارة العالمية                    | ?                      | ?                  |

## وصلات خارجية
- موقع وزارة الخارجية الغواتيمالية
- موقع وزارة الخارجية النيبالية